# Pukao

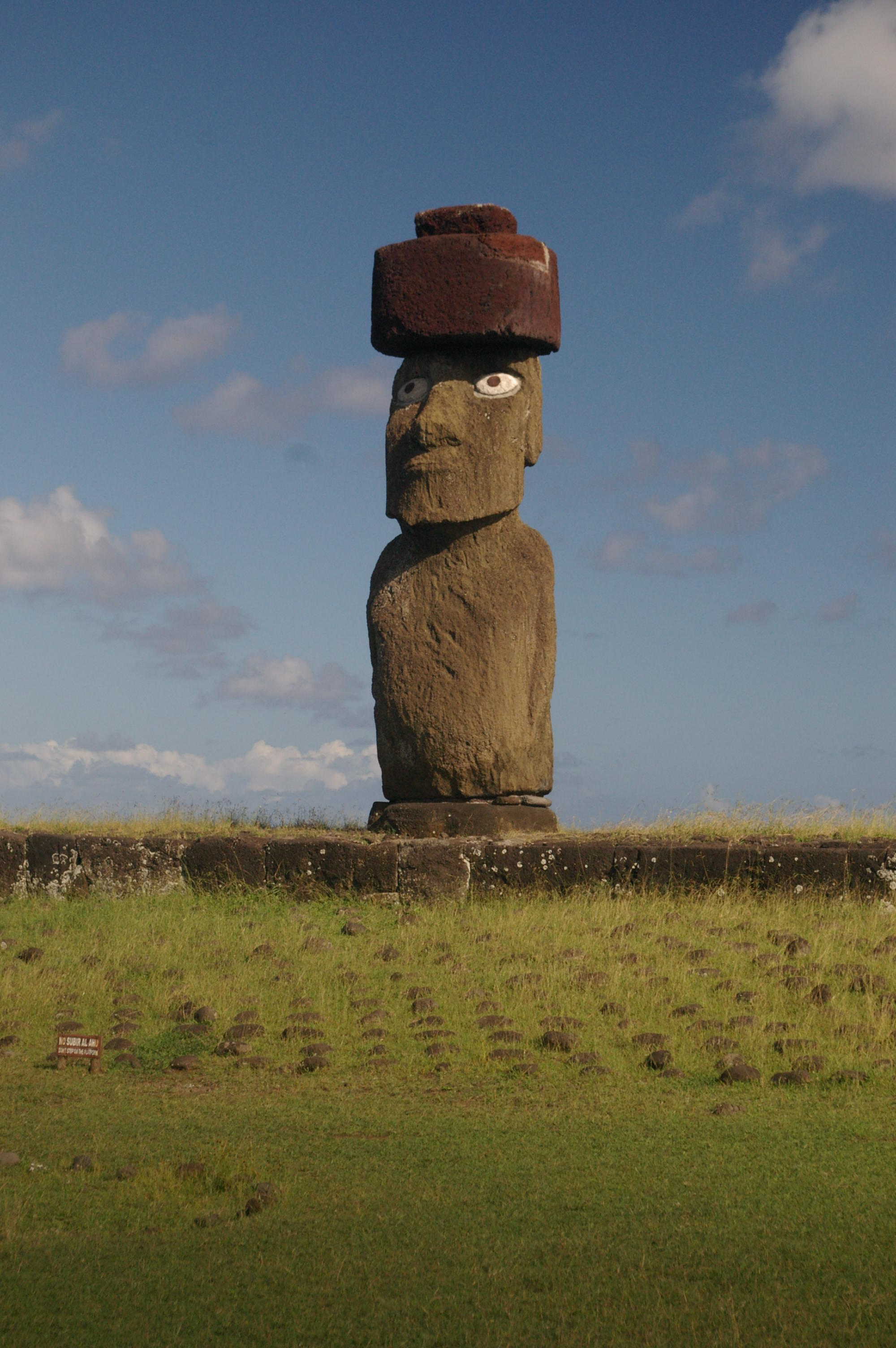
Moai z pukao

Pukao – zwieńczenia posągów moai z Wyspy Wielkanocnej, którym nadano formę kapelusza.
Pukao są cylindryczne w kształcie, z zagłębieniem od spodniej strony, służącym umocowaniu ich na głowie posągu. Ich wysokość oraz średnica dochodzą do nawet 2,5 m. Wykonane są z lekkiego, czerwonego tufu wulkanicznego.